# Liste der Monuments historiques in Estrées-Saint-Denis
Die Liste der Monuments historiques in Estrées-Saint-Denis führt die Monuments historiques in der französischen Gemeinde Estrées-Saint-Denis auf.

## Liste der Objekte
| Bezeichnung                                                       | Beschreibung                             | Standort                      | Kennzeichnung | Schutzstatus | Datum | Bild |
| ----------------------------------------------------------------- | ---------------------------------------- | ----------------------------- | ------------- | ------------ | ----- | ---- |
| Zwei Skulpturen: Der heilige Dionysius und der heilige Lucien (?) | Holz, polychrom gefasst, 16. Jahrhundert | in der Kirche St-Denis (Lage) | PM60000748    | Classé       | 1913  |      |
| Wandteppich mit Rahmen: Anbetung der Hirten                       | Stoff, Anfang des 17. Jahrhunderts       | in der Kirche St-Denis (Lage) | PM60000749    | Classé       | 1913  |      |